# خرموش پشمی زیردارمرز
خرموش پشمی زیردارمرز (نام علمی: Mallomys istapantap) گونه‌ای از جوندگان از تیرهٔ موشان (Muridae) است که در پاپوآی غربی، اندونزی و پاپوآی گینه نو یافت می‌شود.